# Anoplotheriidae
Famille
Les  Anoplotheriidés  ou Anoplotheriidae forment une famille fossile de mammifères artiodactyles de l'Éocène à l'Oligocène entre −40 millions d’années et −28 millions d’années.

## Historique

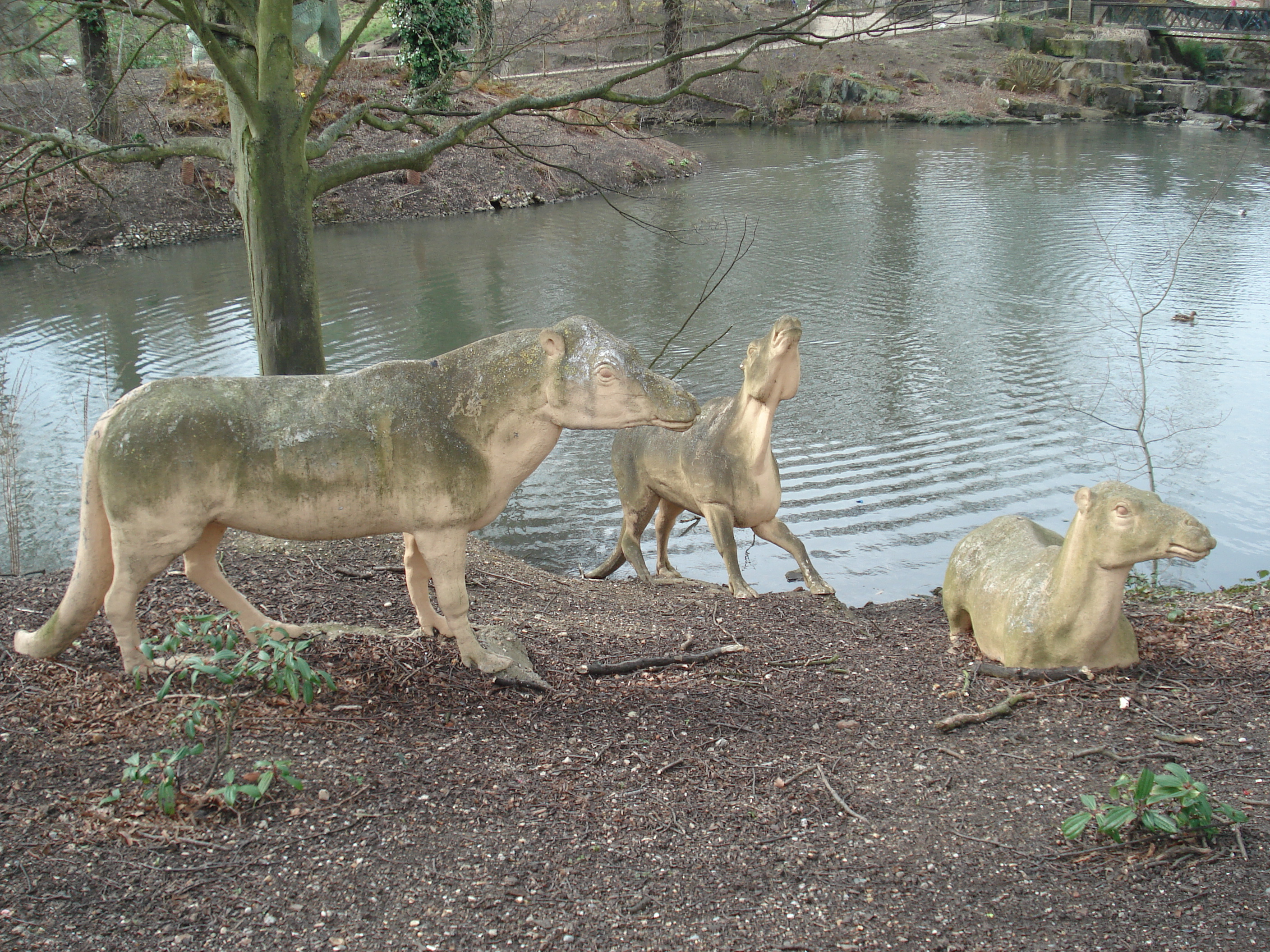
Reconstitution de Anoplotherium (Anoplotheriidae)

La famille des Anoplotheriidae est décrite en 1821 par la paléontologue John Edward Gray,.

## Description
Animaux ongulés avec une longue queue et une dentition peu différenciée

## Liste de genres
- Sous famille Anoplotheriinae Gray, 1821
  - Anoplotherium Cuvier, 1804
  - Dideilotherium Ameghino, 1889
  - Diplobune Rutimeyer, 1862
  - Duerotherium Cuesta & Badiola, 2009
  - Ephelcomenus Hurzeler, 1938
  - Robiatherium Sudre, 1988
- Sous famille Dacrytheriinae Deperet, 1917
  - Catodontherium Deperet, 1908
  - Dacrytherium Filhol, 1876

### Publication originale
- [1821] (en) John Edward Gray, « On the natural arrangement of vertebrose animals. », The London Medical Repository Monthly Journal and Review, vol. 15,‎ 1821, p. 296-310.